# DSB MA
DSB MA – duński spalinowy zespół trakcyjny produkowany w latach 1963–1966 dla kolei duńskich. Wyprodukowanych zostało jedenaście zespołów wagonowych. Zostały wyprodukowane na podstawie projektu komfortowych zespołów spalinowych Baureihe VT 11.5 eksploatowanych przez koleje zachodnioniemieckie do prowadzenia komfortowych pociągów ekspresowych Trans-Europ-Express. Spalinowe zespoły trakcyjne były eksploatowane do prowadzenia ekspresowych pociągów pasażerskich.
Od grudnia 1983 roku do czerwca 1984 roku podczas naprawy wagony przemalowano na kolor srebrno-szary i dodatkowo namalowano duże czerwone litery DSB.
W II połowie 1991 Lubuska Kolej Regionalna zakupiła od DSB łącznie 39 wagonów, pośród których znalazło się 10 głowic napędowych umożliwiających zestawienie 10 pociągów. Do eksploatacji w Polsce dopuszczonych zostało 5, a 4 z nich były użytkowane. Ich żywotność określono na co najmniej 15 lat. Spalinowe zespoły wagonowe zostały wyremontowane w ZNTK Poznań. Pociągi lokalne przewoźnika uruchomiono w dniu 23 maja 1993 roku. Pojazdy były wyposażone w fotele lotnicze z ruchomymi oparciami, klimatyzację, drzwi otwierane przyciskiem, przedział barowy i toaletę, w której znajdował się przewijak dla niemowląt oraz można było korzystać z ciepłej i zimnej wody. Stacjonowały w Lokomotywowni Czerwieńsk, gdzie znajdował się również ich warsztat naprawczy. Ze względu na wygląd pojazdy nazywano „srebrnymi strzałami” lub „cygarami”. W II połowie 1994 tabor posiadany przez spółkę postawioną w stan likwidacji został wystawiony na sprzedaż. Część wagonów bez homologacji została zezłomowana w należącym do spółki punkcie cięcia wagonów w Żarach, sprawne głowice napędowe pocięto na złom na stacji Lubsko, a część pozostałych wagonów znalazła inne zastosowanie. Jeden zespół spalinowy jest eksponatem zabytkowym w Danii.